# GStreamer
GStreamer — мультимедийный фреймворк, написанный на языке программирования C и использующий систему типов GObject. GStreamer является «ядром» мультимедийных приложений, таких, как видеоредакторы, потоковые серверы и медиапроигрыватели. В изначальный дизайн заложена кроссплатформенность; GStreamer работает на Unix-подобных системах, а также на Microsoft Windows, OS/400 и Symbian OS. GStreamer предоставляет привязки для других языков программирования, таких, как Python, C++, Perl, GNU Guile и Ruby. GStreamer является свободным программным обеспечением с лицензией GNU LGPL.

## Распространение
Среда рабочего стола GNOME является основным пользователем технологии GStreamer и зависит от него с версии 2.2. Используется и в приложениях, не связанных с GNOME, к примеру, в медиаплатформе Chameleo, аудиосистемой KDE 4 Phonon и мультимедиапроигрывателем Songbird. GStreamer является частью операционной системы Maemo, и, следовательно, используется в карманных компьютерах Nokia, например в Nokia N810. Помимо различных мультимедиапроигрывателей, GStreamer используется в серверных приложениях (Flumotion и Kurento), в аудио- и видеоредакторах (нелинейные редакторы Jokosher и Pitivi), и для работы с веб-камерами (Cheese).

## История и разработка
Эрик Валтинсен основал проект GStreamer в 1999 году. Вскоре к проекту присоединился Вим Тайманс и повлиял на многие аспекты системы. Многие разработчики по всему миру также внесли свой вклад. Brock A. Frazier разработал логотип; Frazier работал на компанию RidgeRun, занимавшуюся встраиванием Linux в устройства, которая также стала первым спонсором GStreamer путём найма Эрика Валтинсена для использования GStreamer на своих устройствах. GStreamer сейчас размещается на freedesktop.org, проекте, призванном стандартизировать технологии для графических сред POSIX.
Некоторые плагины gstreamer содержат уязвимости, а использование проекта для создания эскизов в ряде операционных систем позволяет злоумышленникам воспользоваться этими ошибками.